# Samtida kristen musik

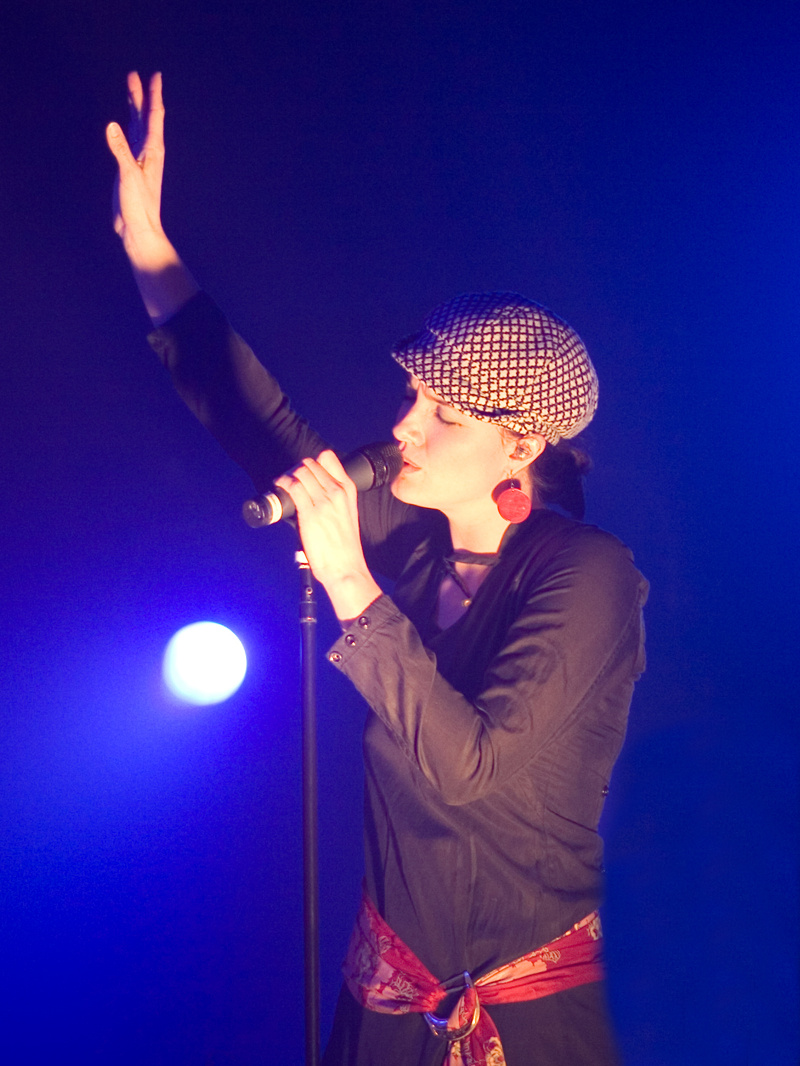
Rebecca St. James

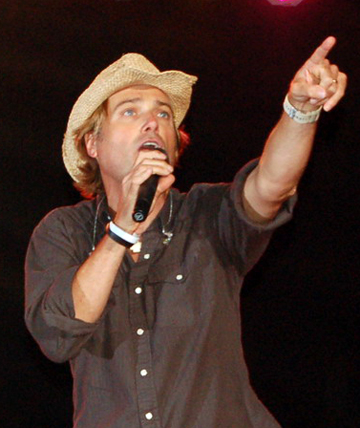
Michael W. Smith

Samtida kristen musik (engelska: Contemporary Christian music, CCM och även "inspirational") är en genre av populärmusik som genom sina texter fokuserar på frågor som rör den kristna tron. Termen används oftast för att hänvisa till den kristna Nashville-baserade pop-, rock- och lovsångsmusikindustrin. Den är i dag representerad av artister som
Avalon, BarlowGirl, Jeremy Camp, Casting Crowns, Steven Curtis Chapman, David Crowder Band, Skillet, Amy Grant, Natalie Grant, Jars of Clay, MercyMe, Newsboys, Chris Tomlin, Diante do Trono, Hillsong, Michael W. Smith, Rebecca St. James, Kari Jobe, Third Day, tobyMac, Plumb, Ana Paula Valadão, Gateway Worship, Darlene Zschech och en mängd andra. Industrin är representerad i bland annat Billboard Magazines "Top Christian album" och "Hot Christian Songs" diagram, samt iTunes Stores "Christian & Gospel" genre. 
Populärmusik som i sina texter identifierar sig med kristendomen anses inte alltid som en del av CCM-genren. Till exempel behandlar många punk-, hardcore-, och heliga hiphopgrupper uttryckligen frågor om tro, men är inte en del av Nashvilleindustrin. Dessutom har flera vanliga artister som Bob Dylan, The Byrds, Lifehouse, och U2 behandlat kristna teman i sitt arbete men anses inte som CCM-artister.

## Bakgrund
Samtida kristen musik blev populärt under Jesusrörelsens väckelse under sena 1960-talet och början av 1970-talet. En av de första populära "Jesusmusik"-albumen var Upon This Rock (1969) av Larry Norman, ursprungligen släppt av Capitol Records. Till skillnad från traditionell eller sydlig gospelmusik, föddes den nya "Jesusmusiken" från Rock'n'roll och folkrock . Pionjärerna inom denna rörelse var även 2nd Chapter of Acts, Andraé Crouch and the Disciples, Love Song, Petra, och Barry McGuire. Till 1980-talet hade den lilla Jesusmusikkulturen expanderat till en multi-miljondollar industri. Vid 1990-talet hade många CCM-artister som Amy Grant, dc Talk, Michael W. Smith, Stryper, och Jars of Clay fått tillräcklig framgång för att nå upp till Topp 40 i kommersiell radio. För närvarande överstiger försäljningen av kristen musik försäljningen av klassisk musik, jazz, latin, New Age, och soundtrackmusik .

## Kontroverser
Samtida kristen musik har varit ett ämne för kontroverser på olika sätt ända sedan dess början på 1960-talet . Det kristna universitetet Bob Jones University förbjuder CCM på deras studenthem. Andra anser helt enkelt att begreppet kristen pop/rockmusik är en ovanlig företeelse, eftersom rockmusik historiskt är förknippat med ämnen som sexuell lösaktighet (promiskuitet), uppror, droger och alkohol och andra ämnen som normalt betraktas som motsättningar till kristendomens lära .